# Slow down (Larry Williams)
Slow down is een rock-'n-rollnummer dat in 1957 is geschreven door de Amerikaanse zanger Larry Williams. Hij nam het in dat jaar zelf ook op en het kwam in 1958 uit als single, met als andere kant Dizzy Miss Lizzy.  De Britse band The Beatles nam allebei de kanten van de single op, Slow down in 1964 en Dizzy Miss Lizzy in 1965 (voor het album Help!). In 1965 nam de groep nog een Williams-nummer op: Bad boy.
Van Slow down bestaan meer versies, waaronder een van Golden Earring.

## Versie van Larry Williams
De versie van Larry Williams zelf werd in september 1957 opgenomen voor het label Specialty Records, maar kwam pas in maart van het volgende jaar op de markt. De plaat werd met een 69e plaats in de Billboard Hot 100, de Amerikaanse hitparade, een klein hitje. Williams werd op de plaat onder andere begeleid door Plas Johnson op tenorsaxofoon en Earl Palmer op drums.

## Versie van The Beatles
The Beatles namen Slow down op 1 juni 1964 op voor de ep Long tall Sally, die later die maand uitkwam in het Verenigd Koninkrijk. De plaat bevatte één nummer van Lennon-McCartney (I call your name) en drie covers, van Little Richard, Larry Williams en Carl Perkins.
In de Verenigde Staten kwam Slow down in juli 1964 uit op het album Something New. In augustus bracht Capitol Records in de VS en Canada Slow down en Matchbox samen op een single uit (Capitol 5255). Matchbox haalde de 17e plaats in de Billboard Hot 100 en Slow down de 25e.
Het nummer staat ook op de verzamelalbums Rarities en Past Masters, Volume One. Een live-uitvoering (van 16 juli 1963) staat op Live at the BBC.
De bezetting was:
- John Lennon, zang, slaggitaar
- Paul McCartney, basgitaar
- George Harrison, sologitaar
- Ringo Starr, drums
- George Martin, piano

## Versie van Golden Earring
Golden Earring bracht het nummer in 1981 als single uit. Het nummer was afkomstig van het live dubbelalbum 2nd Live, dat eerder dat jaar was uitgekomen. De opnamen voor het album waren op 27 december 1980 gemaakt in de Leysdreamhal in Roosendaal.
De plaat haalde de hitparade niet.

## Andere covers
- Cliff Bennett and the Rebel Rousers  zetten het nummer op de achterkant van hun plaat One way love uit 1964, die de negende plaats haalde in de UK Singles Chart, de Engelse hitparade.
- Elvis Costello nam het nummer samen met zijn begeleidingsgroep The Attractions op. Het verscheen pas in 2003 als bonustrack bij de heruitgave van het album Trust uit 1981.[9]
- Gerry & the Pacemakers namen het nummer op voor  Gerry and the Pacemakers' Second Album uit 1964.[10]
- The Jam nam het nummer op voor zijn debuutalbum In the city uit 1977.[11]
- Brian May zong het nummer voor zijn album Another world van 1998, waarop hij ook gitaar speelde.
- The Smithereens namen het nummer op voor hun album B-Sides The Beatles uit 2008.[12]
- The Young Rascals zetten het nummer op de achterkant van hun debuutsingle I ain't gonna eat out my heart anymore uit 1965, die de 52e plaats haalde in de Billboard Hot 100.[13]

Johnny Hallyday nam een Franse versie op onder de naam Dégage. Het nummer staat op het album Rock à Memphis uit 1975.
Er bestaan nog ongeveer tien andere nummers met de titel Slow down, zoals Slow down van Douwe Bob, Slow down van Bobby Valentino (alias Bobby V) en Slow down van het gelijknamige album van Keb' Mo'.